# Eucalyptus michaeliana
Eucalyptus michaeliana är en myrtenväxtart som beskrevs av William Faris Blakely. Eucalyptus michaeliana ingår i släktet Eucalyptus och familjen myrtenväxter. Inga underarter finns listade i Catalogue of Life.

## Bildgalleri

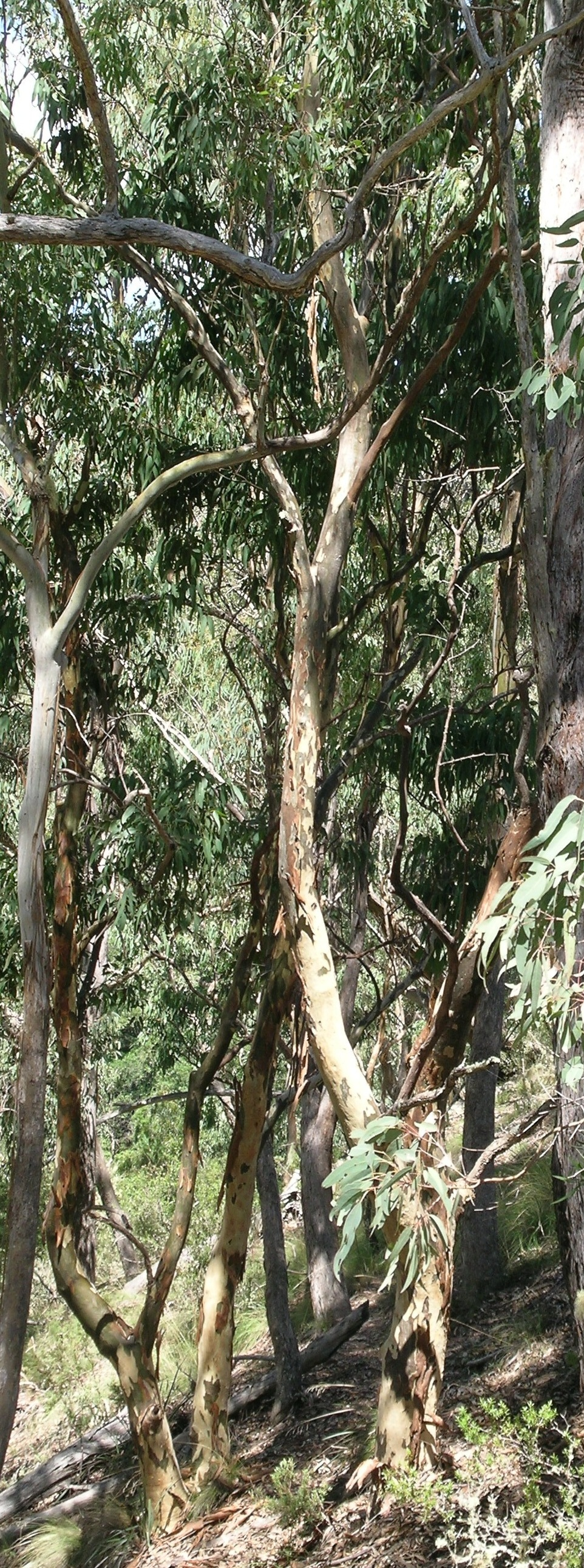